# Régimen de comercio de derechos de emisión del Reino Unido
El Régimen de Comercio de Derechos de Emisión del Reino Unido (UK ETS) es el régimen de comercio de derechos de emisiones de carbono del Reino Unido.Sigue el modelo cap and trade y entró en funcionamiento el 1 de enero de 2021 tras la salida del Reino Unido de la Unión Europea.  El valor máximo del derecho (tope) se reduce de acuerdo con el compromiso de cero neto del Reino Unido para 2050.

## Fase 1: De 2021 a 2025
Aunque inicialmente es algo similar a la anterior participación del Reino Unido en el Régimen de Comercio de Derechos de Emisión de la Unión Europea (RCDE UE), existen diferencias. El límite inicial es un 5% inferior a la cuota del Reino Unido en la cuarta fase del RCDE.

## Estabilización de precios
El precio de reserva de la subasta es de 22 libras por tonelada, y el Gobierno pretende legislar medidas para limitar las subidas de precios.

## Cobertura
El RCDE del Reino Unido se limita inicialmente a los vuelos interiores, la generación de electricidad y las industrias que utilizan mucha energía: pero el régimen se ampliará a otros sectores económicos.

## Compensaciones internacionales
A partir de 2021 las compensaciones de carbono internacionales no están permitidas.

## Aplicación
A partir de 2021 la multa por exceder los derechos de emisión es de 100 libras esterlinas por tonelada.

## Antiguo régimen voluntario
El antiguo Régimen de Comercio de Derechos de Emisión del Reino Unido era un sistema voluntario de comercio de derechos de emisión creado como proyecto piloto antes del EU-ETS obligatorio. Funcionó desde 2002 y se cerró a nuevos participantes en 2009. La gestión del régimen se transfirió al Departamento de Energía y Cambio Climático en 2008.
En su momento, el régimen constituyó un enfoque económico novedoso, ya que fue el primer sistema de comercio de derechos de emisión de carbono multisectorial del mundo. (Dinamarca puso en marcha un sistema piloto de comercio de gases de efecto invernadero entre 2001 y 2003, pero en él sólo participaban ocho empresas eléctricas). Tomó nota del incipiente consenso internacional sobre los beneficios del comercio de derechos de emisión de carbono que se proponía en el Protocolo de Kioto obligatorio, que no había sido ratificado en aquel momento, y permitió a los gobiernos y empresas pioneras adquirir experiencia en el proceso de subasta y en el sistema de comercio que han supuesto los regímenes posteriores. Funcionó en paralelo a un impuesto sobre el uso de la energía, el Climate Change Levy, introducido en abril de 2001, pero las empresas podían obtener un descuento en el impuesto si optaban por hacer reducciones mediante la participación en el régimen de comercio.
El régimen de comercio voluntario reclutó a 34 participantes de industrias y organizaciones británicas que se comprometieron a reducir sus emisiones de carbono, y desde entonces se ha ampliado a 54 sectores de la economía británica. A cambio, recibieron una parte de un "fondo de incentivos" de 215 millones de libras del Departamento de Medio Ambiente, Alimentación y Asuntos Rurales (DEFRA). Cada participante se comprometía a tener suficientes derechos de emisión para cubrir sus emisiones reales de ese año y a participar en un sistema de comercio de derechos de emisión con un límite máximo que se reducía anualmente. Cada participante podía decidir entonces tomar medidas para gestionar sus emisiones y cumplir exactamente su objetivo, o reducir sus emisiones reales por debajo de su objetivo (liberando así derechos que podía vender o guardar para utilizarlos en años futuros), o comprar derechos a otros participantes para cubrir cualquier exceso.
A partir de marzo de 2002, DEFRA organizó una subasta de derechos de emisión para realizar las asignaciones a los participantes, tras el inicio del régimen obligatorio de la UE.
La National Audit Office y los consultores de DEFRA llevaron a cabo revisiones del sistema para establecer sus bases y extraer lecciones del mismo. 
La revisión concluyó que el régimen logró algunas reducciones de emisiones por parte de los participantes, aunque se podría haber conseguido más si los objetivos hubieran sido más exigentes. 
- Las 34 empresas que participaron aprovecharon el fondo de incentivos para pagar las medidas de reducción y, en la práctica, la mayoría se vio incentivada a realizar esfuerzos adicionales para seguir reduciendo las emisiones más allá de sus objetivos. Adquirieron experiencia en estrategias de fijación de precios y se prepararon con antelación al inicio del régimen obligatorio.
- Las empresas que ofrecían servicios de intermediación y verificación en el comercio de derechos de emisión pudieron establecer sus nuevas actividades en el Reino Unido y, desde entonces, han aprovechado esa ventaja para establecerse en el mercado europeo e internacional.
- DEFRA descubrió los problemas y los aspectos prácticos de la negociación y el establecimiento de líneas de base y de la gestión de un proceso de subasta.